# Puntsnuitdraakvis
De puntsnuitdraakvis (Hydrolagus  trolli) is een in 2002 beschreven soort draakvis. Het is een kraakbeenvis die behoort tot de onderklasse van de Holocephali een zustergroep van de Elasmobranchii (haaien en roggen). De Holocephali zijn een groep van tientallen soorten, meestal diepzeevissen, waarover weinig bekend is. Deze soort komt voor tussen Nieuw Caledonië en Nieuw-Zeeland op een diepte van 600 tot 1700 m. Mogelijk is het verspreidingsgebied veel groter. Rond Nieuw-Zeeland is de vis mogelijk algemener dan tot nu toe blijkt.

## Beschrijving
Deze draakvis wordt tussen de vijftig en zestig centimeter lang, maar kan 112 cm (mannetje) tot 120 cm (vrouwtje) worden.  De vis lijkt sterk op de kleinoogdraakvis H. affinis maar heeft een spitsere snuit en is veel blauwer gekleurd.

## Status
De visserij op de Antarctische diepzeeheek met lange lijnen die op grote diepten worden uitgevaren, is mogelijk een bedreiging voor deze vissoort. Deze draakvis staat als onzeker (data deficient) op de internationale Rode Lijst van de IUCN.